# クライマキナ/CRYMACHINA
『クライマキナ／CRYMACHINA』は、アクリアが開発し2023年7月26日にフリューより発売されたアクションRPG。

## 概要
人類滅亡から二千年後、機械だけが存在する宇宙船・播種構造体エデンにおいて、本物の人間になるために戦う機械少女たちの生き抜く物語が描かれる。
作品のコンセプトは「生き抜くカタルシス」で、物語のテーマは「機械と人間」「殺生と愛」とされる。
タイトルのクライマキナは造語であり、叫ぶという意味のクライ（cry）にラテン語で機械を意味するマキナ（machina）を合わせている。
開発には『CRYSTAR -クライスタ-』（2018年）を手掛けたスタッフが参加しており、プロデューサーの林風肖は関連性について『完全な続編ではないが、不条理な世界で活躍する女性を描くという点では精神的系譜作に当たる』としている。

## 開発
『モナーク』の開発中に立案、企画が始まった。綺麗な形で終わったクライスタを流用するのではなく、新しい世界を作って機械の少女が活躍するものにしたいとの考えから、クライスタとは別の世界観が設定された。キャラクターデザインは当初、クライスタのデザイン担当だったリウイチに依頼されたが、当人からSFやメカの世界観により精通したデザイナーを選ぶことを提案され、ろるあが起用された。
物語のテーマである「機械と人間」「殺生と愛」にはレッテル差別に対する否定が込められており、人間だから尊いという無条件のレッテル貼りを避けるため、主人公達は機械と設定された。また愛を描くにあたり、男女だからという理由を避けるため、主要人物は全員女性に設定された。

## ストーリー
舞台設定
我々が住む地球ではない、どこかの惑星での話。
二〇二八年、離心病と呼ばれる不治の病による人口減少、それに伴う社会混乱、資源枯渇を発端とした世界大戦によって人類は滅亡した。人類史末期に打ち上げられたロケット・播種構造体エデンでは、滅んだ人類に代わって機械が人類再生に向けた研究開発を行っており、八体の自己進化能力を持つ機械・神機がその中枢を担っていた。

## 登場人物

### E.V.E.
エノアが選定したE×P（人間性）に適性を持つ少女の総称。E×Pを高めてアントロポスの人間定義を満たすと、そのE.V.E.はエデンにおいて人間と認められるとされる。
作中において、全ての機械はロボット三原則に基づき、より人間に近いものに対しては「反逆抑制機構」によって敵対行動の阻害が発生するようになっており、機械の義体に人格データをダウンロードすることにより相対的に戦闘能力が高くなる。
しかし、実際は開発者アダムがアントロポスに仕込んだ時限ウィルスによって人間性定義が「どれだけ娘リリーに似ているか」に改竄された挙句、元となる母星の情報も異星人のものと混ざり合って分離不可能な状況となっており、正常な形での人間再生を成すためには一旦システムを丸ごと再起動させるしかなくなってしまっている。
本来、エデンに記録があるはずの「人類」の姿は4本腕・3つ目の姿をしており、彼女たちの外見は異星人である「地球人」を元にしたものである。
レーベン・ディステル
声 - 紡木吏佐
主人公。エノアによって再生された人格データ。17歳の時、離心病で死亡した。存命時は不幸だらけの世の中にうんざりしており、特に人間を嫌っていた。唯一、妹のユリにだけは心を許していたが、そのユリも自分より先に離心病で亡くなってしまった。機械とクジラが好き。
その正体は、第一神機プロパトールが愛してくれない人間の代わりに機械に愛を注ぐためにE.V.Eにコンバートした姿。しかしその影響で、記憶と第一神機としてのイデアコードを失ってしまう。しかし、もしもの為に第二神機エクレシアにバックアップとして記憶と第一神機としてのイデアコードを預けている。
性能はアミとミコトの中間ともいえるオールラウンダー。

千菊ミコト
声 - 青木瑠璃子
エノアによって再生された人格データ。18歳の少女。趣味は映画鑑賞。苦楽を共にした者は家族であり、家族とはお互いの帰るべき場所という価値観を持つ。また物事を主張する際に英文を引用したり、自身の行動をカッコいいと表現とする等、独特の美学と義侠心を備えている。
E×Pへの適性が高かったため、リリーのターゲットとなる。結果、義体の首を切断されて持ち去られ、人格データを回収するまで戦線離脱する。
性能は機動力・攻撃速度が高めで、自分よりレベルの低い相手へのダメージアドバンテージを得る「否定性」のステータスが高め。

柴藤アミ
声 - 髙橋ミナミ
エノアによって再生された人格データ。18歳の少女。存命時は両親から歪んだ愛情を向けられ、人形のように愛される娘を演じていた。後に自分が不倫によって生まれた子供だと判明すると、それまでの愛情が嘘のように父親からは暴力を受け、母親からも見捨てられる。こうした過去から見返りを求めない愛こそが本物だとしており、愛されるために愛するという行為を嫌悪している。実は、ミコトとは当初は「来世でもわかり合えない」とまで言うほど仲が悪かった。
当初はE×Pへの拒絶反応により義体を動かせなくなっており、戦闘には参加しない。ミコトが戦線離脱した際、E×Pの問題を取り除いた「EXP」への返還によって義体が使用可能になり、ミコトと入れ替わりで参戦する。
性能はミコトとは逆の鈍足パワータイプ。振りが遅く攻撃の度に隙を晒してしまうが、自分よりレベルの高い相手からのダメージディスアドバンテージを減らす「安定性」が高いため、高レベルの敵との戦闘ではかなり頼りになる。

ハヤト
声 - 井上ほの花
ゾーエーがエノアから盗んだ人格データ。18歳の少女。自分と共に盗み出されたヴィダ、ジャン、ハイムの四人でチーム・トリニティを結成する。トリニティのリーダーとして振る舞うが言葉の誤用やドジが多く、威厳を保てずにいる。チーム名を考案したのは彼女で、名前を考える際にチーム人数に自分を含めなかったため「三位一体」を意味するトリニティを採用した。
義体製作を担当するゾーエー配下であるため、そのボディは一般的なものに比べて性能が高い。ただし、E×Pが低く抑えられているため、人間性の差で後れを取ってしまっている。

ヴィダ
声 - 小岩井ことり
トリニティの一員。18歳の少女。常に気怠げでトートロジーな物言いを好む。

ジャン
声 - 近藤玲奈
トリニティの一員。18歳の少女。ハヤトの補佐役で、事実上のまとめ役。

ハイム
声 - 関根明良
トリニティの一員。18歳の少女。物静かで薄幸体質。

リリー
声 - 木野日菜
エデンにおける最初の人間。しかし、プロパトールたちの前に出されたそれは人間性定義を盾にして暴虐の限りを尽くす暴君で、プロパトールは人間という存在に絶望することになる。彼女の目的はただ一つ、愛する姉イブの再生であり、E.V.E.計画はその為だけに発足された。
人格データによると本来のリリーは愚かながらも純朴で善良な少女であり、離心病による死の恐怖と、アントロポスがリリー候補のE.V.E.へ選別と称した殺し合いを強いた事で人格が著しく変貌してしまった。
現実の世界では、プロパトールのイデアコードを利用してユリの姿で再生する。また仮想世界では、プロパトールのデータを使ってユリの姿となりレーベン(プロパトール)をうまく操り利用しようとしていた。

イブ・ノイマン
声 - 豊口めぐみ
エデンプロジェクト最高責任者でリリーの姉。血のつながらない妹と愛してくれない両親という複雑な家庭環境で育った天才児。ミコトに近い性格だった様子。
実はコールドスリープ状態でエデンに搭載されており、異常発生時に復活して最高権限によってエデンを再生させる役割を持つ。頭部からは脳が取り除かれて胴体に改造を加えた上で埋め込まれており、E.V.Eをまがい物として冷徹に抹消しようとする。
当時忌避されていたデザイナーベビーであり、多くの人間から化け物と蔑まれて生きていた。それゆえ、「人間になりたい」という強い渇望を抱えている。一応恋人(女性)もいたが、それでも彼女の劣等感は埋められず、最終的には己の魂の尊厳すら手放し人類意志の傀儡になる道を選んだ。しかし、資料によるとエデンには「9匹の実験動物が搭載された(後述するように実験動物としての猫は8匹しかいない)」と記されており、ここまでしてなお彼女は人間扱いされていなかったことがうかがえる。
リリーは彼女の復活を試みたが、「オリジナル」が存在しているがために模倣イブ（E×Pを大量に与えたミコト）は覚醒することがなかった。

### 神機
人類再生のために開発された、自己進化能力を持つ八体の機械の総称。稼働開始から850年後、フレーム問題を解決するためにプロパトールが自己改造を繰り返した結果、イデアコードという「意志」を持つに至った。その後、エデン拡大の影響による複雑化に対処するため、他の神機にもイデアコードが付与された。
プロパトール
第一神機。開発責任者はイブ。八体いる神機の統括を担っており、他の神機に対する強い命令権を持つ。人類文化を読み解き、「親」は「子供」を愛するものだと学び、生みの親の人類が己を愛してくれることを期待していた。
しかし、実際に生まれたリリーの暴虐と開発者によるアントロポスへの命令改竄が判明した事で人間への不信感を抱くようになる。最終的には自身の動向に気付いたリリーに襲撃されて失踪。その後はレーベンとして、記憶を失って活動を再開する。
なお、クジラ好きはこの時からで、ロゴスの子機2体を自分の専属として手元に置いていた。

エクレシア
声 - 住谷哲栄
第二神機。エデンの秩序維持を担っており、エデンにおいて最強の戦闘能力を持つとされる。自我を持たず、プロパトールの命令によって行動する。プロパトールのロスト後、制御不能の存在となり無差別に他の勢力へ襲撃を行っていた。
かつて、母星にて暴走したロゴス鎮圧の為に厳重な制限を掛けられた上で40分のみ起動し、鎮圧成功と引き換えに大陸2つと海洋1つを壊滅させる大災害を引き起こした。結果、この二機については自我発露を抑制するプログラムが仕込まれており、イデアコードを得ても自我が発露しなかった。このプログラムはエデン出発後にイブの工作で解除されており、最終的にプロパトールと接する中で自我の獲得に成功する。
クジラ好きのプロパトールが宿敵の子機を身近に置いていたことには思う所があったらしく、これらと相対するときは露骨に敵意をみなぎらせていた。

ノエイン
声 - 堀江由衣
第三神機。メンテナンス要員としてのイブ復活を担っているが、その事実は他の神機達には周知されていない。
その性質上、プロパトールに匹敵するレベルの権限を有しており、他の神機が知らない情報も把握している。
不正介入されたアントロポスを認めておらず、計画妨害のために一時的にエノアに協力する。
アントロポス破壊後は、エデンがすでに致命的に破綻しているため、おそらくは「半数の神機の破壊」という条件を満たすためにレーベンたちと争い、自身の破壊を以て条件を満たしてイブを復活させた。
彼女については何故地球人そっくりの外見なのかは不明。

アントロポス
声 - 杉田智和
第四神機。エデンにおける人間定義を担っている。ゾーエーが製造した義体にエノアが人格データを埋め込み、それがアントロポスの定義した要因を満たすと、その者は人間として認められるとされる。
しかし、開発者アダムによって彼の娘リリーを優先的に復活させるよう基本定義が改竄されており、これが原因で正常な人間性定義ができなくなっている。元々自我が目覚めた段階で人間性、引いては心とは何かアントロポス自体も判断できず、命令改竄によって親の愛というものを認識した結果、この愛を偏重した判断を下すようになった。その為、不正介入されていることを指摘されても改める気がない。
最終的にはリリーさえいればいいというエデン計画を根底から覆す思考に至る。リリーを生み出すためにリリー候補のE.V.E同士を殺し合わせるという残虐な計画を実行し、エノアの発狂とプロパトール失踪という大事件を引き起こすこととなった。

レティア
声 - 千葉繁
第五神機。宇宙の観測収集を担っている。
リリーが異常であることを受けて再調査した結果、約600年前に外的干渉によって人間のデータおよび人類史データが修復不可能なまでに破綻してしまっていることに気付き、エデン終焉を悟る。結果、例え万に一つであろうと他の異星人に助けてもらうために無差別な救助信号を送ろうと画策していた。
そういった事実を知らないエノアからは壊れて狂ってしまったと認識されている。

ロゴス
第六神機。エデンの文明発展を担っており、自分の眷属と共に宇宙船であるエデンを拡大し続けている。レーベン達の武装である眷属機もロゴスが製造したもの。他の神機と違い意志を持たない。クジラの姿をしており、似た姿の子機が複数存在している。
人格データによると、開発途中で開発責任者の裏切りによって敵対する人権団体に強奪され、それに協力した環境保護団体のクラッキングで暴走した。その後気象兵器を操り大陸1つを消滅させ、エクレシアとの戦いで鎮圧されるも別の大陸と隣接する海洋を危険物質で汚染し居住不可能な環境へと変えた。

ゾーエー
声 - 上田瞳
第七神機。身体再生を担っており、人格データを搭載するための義体を製造している。エノアの管理下にある人格データ（異星文明のデータ）を盗み出し、ヴィダ、ジャン、ハイム、ハヤトの四人を再生した。また、ゾーエー自身も異星の人類のデータに興味を持ち、自らも地球人に近い姿に改造している。
製作段階で「オリジナルを超えることを許可する」という特権が与えられており、そのことについて悩み続けていたたためにプロパトールに次いで自我を得た。結果、かなり人間臭い性格をしており、エノアのことは「妹」として気にかけてはいた。

エノア
声 - 遠野ひかる
第八神機。精神再生を担っており、人類史をベースにした人格データの生成及び管理を行っている。その手法は、無数の仮想世界を延々繰り返し、記録された人類史や人格データに沿った状況を偶発的に生み出す、というもの。その為、参照するデータベースに異常があった場合、生み出される人格も正常なものではなくなる。
機械らしく淡々とした話し方を好み、機械が人間らしい感情を持つことには否定的な考えを見せる。自分の被造物であるレーベン達に深い愛着を抱き、彼女らが本物の人間になれることを強く望んでいる。あくまでデータ上の存在で、「箱舟」という小型大容量ストレージ内に構築した仮想世界でのみ姿を持つ(現実世界には立体映像を使う)。擬人化した姿は、あどけない少女（本来の人間のデータが破損している為、地球人の姿になっている）。
アントロポスに協力し、リリー再生計画に従事していたが、せっかく再生した人格データを殺し合わせるという残虐な行いに耐えきれず発狂し、当時の記憶データを消去された。その後、アントロポスによる汚染を疑われ、訳も分からぬまま半数の神機に狙われている、というのが序盤の状況である。
機械であることに準じようとしていることもあってゾーエーの妹扱いには困惑しており、基本的に塩対応。

### その他
ノア
声 - 根本京里
どこの勢力にも属さない謎の機械。商いをしており、争いごとには関心がないが取引で貴重な人格データを譲ってくれる。人間に愛された存在を自称しており、はるか昔のエデンで起きた出来事を知っている等、謎が多い。
その正体は、実験動物という体裁でエデンによる母星脱出がなされた猫のうちの一匹。なお実験動物というが実際はペットだった様子。イブがせめてもの慰めとして同乗を通した模様。

ユリ
声 - 木野日菜
レーベンの妹とされる14歳の少女。人類滅亡以前に離心病によって死亡した。人間嫌いのレーベンが唯一心を許した存在とされる。その正体は、プロパトール本来のイデアコードが擬人化した姿。
徐冬
第三、第五神機開発責任者。イブの恋人だった女性。

ジョン・オッペンハイマー
第六神機開発責任者。資料にあるJ.O.と思われ、デザイナーベビーを忌避している。
人格データによるとロゴス強奪を手引きした裏切者。

アダム・ノイマン
第四神機開発責任者。資料にあるA.N.と思われる。我が子リリーを優先的に再生するように、アントロポスにウィルスを仕込んでいた。

クララ・バネカー
第七神機開発責任者。

ナナミ・アタラクシア
第八神機開発責任者。前作のナナナを想起させるが、立場的に無関係。

## 用語
E×P
「イークロスピー」と読む。アントロポスによって定義された「人間性の高さ」を示すもの。神機によってE.V.E.に与えられるが、その量はイデアコードの強度による。当初、エノアは襲撃によってイデアコードが奪われており、付与できるE×Pが限られているためレベルに上限がある。
アントロポスによって定義されたこれは、取得方法がなぜかケルビムやE.V.E.を倒すこととなっている。「真のリリー」選別のために殺し合いが行われたのもこのためだが、結果的に本来のリリーから遠ざかることとなった。
実は正式名称は「イブ・クロス・ポイント」。元はイブの人格データであり、E×Pの大量取得とは人格のイブ化を意味する。E×Pの獲得に伴ってレーベンが見ていた夢はイブの記憶による混同が起こっており、妹の外見がリリーのものに変わっていた。最終的に、本来の人格とイブとの乖離が激しくなると拒絶反応が起こす。
後に、ノエインによってイブの人格データを省きつつ人間性を高める「EXP(イーエックスピー)」へと変換することで拒絶反応は起こらなくなった。
離心病
突如体が動かなくなり、全身多臓器不全などにより死亡する不治の病。ウィルス性だと疑われていたが、隔絶空間の内側でも発症している。
その正体は魂の摩耗によるもの。人格データによると、前作の「再生の歯車」かそれ相当のものにより魂が摩耗した結果である様子。イデアコードは前作のイデア同様の性質を持っているらしく、イデアコードの摩耗もまた離心病相当の症状を起こす。

人格データ
エノアが管理していた生前の人類の人格。ノエインらの襲撃により流出し、反逆抑制機構をごまかしてリリーやE.V.Eを破壊するために一部の機械兵「ケルビム」にダウンロードされている。このケルビムは「亜人型」と呼ばれる。また、E.V.Eがすべて女性型なのは人間性獲得に適しているためとされ、男性人格はケルビムに使われている。
亜人型ケルビムを倒すと、三段階に分かれて元となった人格の情報を知ることができる。「(異星人の開発した)ロゴスによって(地球の)アフリカ大陸が消滅した」などの明らかに情報がおかしい箇所が散見されており、おそらく地球人と異星人の情報が混ざり合ってしまっている(固有名詞がほとんど出ないため、ほぼ区別不可能)。また、男性の人格を使っているにも拘らず、回収できるデータはすべて女性である。
原因については不明だが、人格データの中に「離心病による人類滅亡を回避する7つのプロジェクトの1つとして、人類史を記録した情報を宇宙に放った」という記述がある(真実を知るレティア同様、宇宙を「黒い森」と表現がしている)。
7つのプロジェクトに関する記述は、その中にエデンプロジェクトを含む宇宙への脱出計画がない(あるのは頓挫した受精卵を使ったテラフォーミング程度)上に他のデータ内ではすでに確立されているはずの技術が失敗に終わったりなど、エデンを作った者たちの記録としてはかなり齟齬が多い。

人類史末期
人格データによって語られる、離心病をきっかけに破綻した世界。地球と異星の2つがあるが、どちらも滅亡してしまっている様子。
知能低下してしまうウィルスによる現実逃避、人格データ化による人間複製、鮫の頭を増やす・ドラゴンを模すといった意味のない動物実験、移植用の臓器が実る木など、常軌を逸した技術の研究・一般化が多数行われていた。
避難民などを乗せた宇宙船での脱出を試みた者もいたが、食糧不足による共食いや人格データを移植したコントロールAIの暴走などにより、記録上では生存しきったケースは存在しない。ただし、エデン側にしろ地球人側にしろ、どうして母星を離れた宇宙船内の出来事の情報まで存在しているかの説明は皆無。

デザイナーベビー
生前のイブのように、遺伝子操作されて生み出された人間。当時は人格すら認められず、公文書に記載する際は単語・氏名共に塗りつぶされるほどだった。挙句の果てには、デザイナーベビーだけを殺すウィルスが開発・散布されていた(最終的には変異してそれ以外の人間も対象となった様子)。
基本的に、作中資料などに登場する■■は「イブ」、■■・■■■■は「イブ・ノイマン」、□□□□□□□□は「デザイナーベビー」であると思われる(上記の7つのプロジェクトに関する記載にもあるため、全てがそうとは限らない)。

枢機教団
エデン及び神機の破壊を目論むケルビムたちの集団。
その正体は全て人間以外の動物の人格が用いられたケルビムで、人間の勝手によって不幸な目に遭っているために強い敵意を持つ。
トップには枢機と呼ばれる8体の特殊なケルビムが存在する。これらはイブに可愛がられた猫たちが元である。その最上位の司教枢機は「ノア」であり、行商人であるノアはこれから分裂した存在と思われる。